# Фрейн, Хенри
Хенри Макс Фрейн (англ. Henry Max Frayne; род. 14 апреля 1990, Аделаида) — австралийский легкоатлет, специалист по прыжкам в длину и тройным прыжкам. Выступает за сборную Австралии по лёгкой атлетике с 2008 года, серебряный призёр чемпионата мира в помещении, обладатель серебряной медали Игр Содружества, участник двух летних Олимпийских игр.

## Биография
Хенри Фрейн родился 14 апреля 1990 года в городе Аделаида, Южная Австралия. Приходится племянником известному австралийскому легкоатлету Брюсу Фрейну, участнику Олимпийских игр в Лос-Анджелесе.
Впервые заявил о себе на международной арене в сезоне 2008 года, когда вошёл в состав австралийской национальной сборной и выступил на юниорском мировом первенстве в Быдгоще, где в зачёте тройного прыжка стал седьмым.
Будучи студентом Университета Дикина, в 2009 году представлял Австралию на летней Универсиаде в Белграде — в тройном прыжке занял здесь 12-е место.
В 2011 году принял участие в чемпионате мира в Тэгу, став в тройном прыжке девятым.
В 2012 году побывал на чемпионате мира в помещении в Стамбуле, откуда привёз награду серебряного достоинства, выигранную в прыжках в длину — уступил здесь только бразильцу Мауро Винисиусу да Силве. Благодаря череде удачных выступлений удостоился права защищать честь страны на летних Олимпийских играх в Лондоне — в прыжках в длину показал в финале девятый результат, тогда как в тройном прыжке не смог преодолеть предварительный квалификационный этап.
В 2014 году в прыжках в длину стартовал на Играх Содружества в Глазго, но в финал не вышел.
Выполнив олимпийский квалификационный норматив, благополучно прошёл отбор на Олимпийские игры 2016 года в Рио-де-Жанейро — на сей раз стартовал исключительно в прыжках в длину и с результатом 8,06 метра занял итоговое седьмое место.
После Олимпиады в Рио Фрейн остался в составе легкоатлетической команды Австралии на ещё один олимпийский цикл и продолжил принимать участие в крупнейших международных соревнованиях. Так, в 2017 году он отметился выступлением в прыжках в длину на чемпионате мира в Лондоне.
В 2018 году в прыжках в длину завоевал серебряную медаль на домашних Играх Содружества в Голд-Косте, где с результатом 8,33 метра пропустил вперёд только представителя Южной Африки Луво Маньонгу.
На чемпионате мира 2019 года в Дохе показал результат 7,86 метра и в финал не вышел.